# Santana de Pirapama

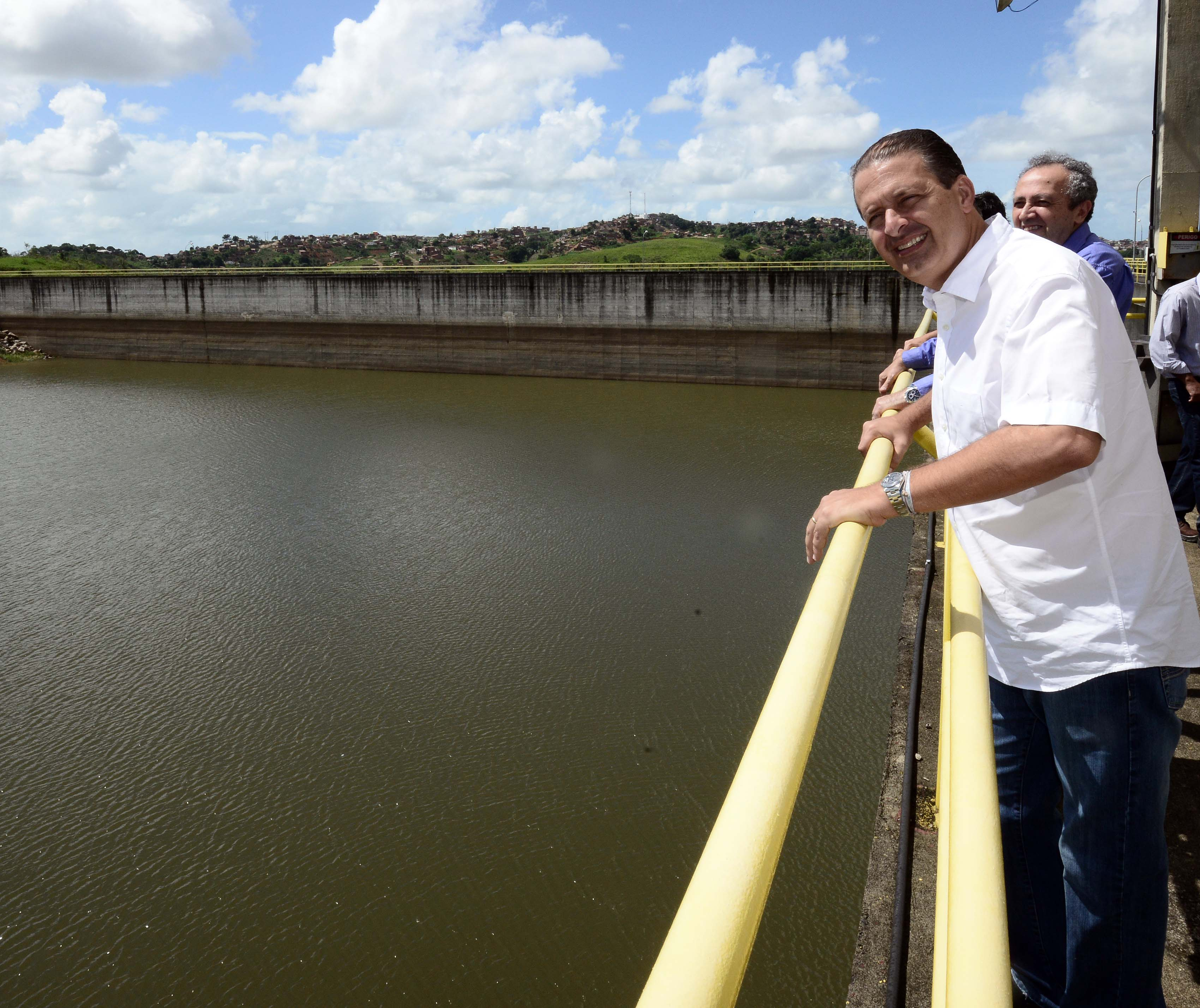
Esta es una foto de como se ve Santa pirapama

Santana Pirapama es un municipio en el estado de Minas Gerais, Brasil. Su población se estima en 2006 en 8.175 habitantes.

## Historia
La historia de Santana Pirapama se inicia con la fundación del distrito de Traíras - el nombre de los peces, común en la región. En 1948 Pirapama había ascendido a la categoría de municipio, independizándose de la ciudad de Codisburgo. 

## El nombre
Santana Pirapama es la unión de los idiomas portugués y latín. "Santana" es una contracción de "Santa Ana", la expresión portuguesa refiriéndose a Santa Ana, patrona de la ciudad. "Pirapama" vino de la lengua de los indígenas, y significa "pescado furioso", que es una característica de los peces cuyo nombre se utilizó para el nombre de Pirapama cuando era un barrio de Codisburgo.